# Israelische Basketballnationalmannschaft der Damen
Die israelische Basketballnationalmannschaft der Damen vertritt Israel im internationalen Basketball und wird vom israelischen Basketballverband (hebräisch איגוד הכדורסל בישראל) organisiert. Wie bei anderen israelischen Sportverbänden spielen sie aus politischen Gründen in der FIBA-Europa-Gruppe.
Israels erste Teilnahme an einem großen internationalen Turnier war bei der Europameisterschaft 1950. Als Gastgeber veranstaltete Israel die Europameisterschaft 1991 sowie als Co-Gastgeber zusammen mit Slowenien die Europameisterschaft 2023.

## Abschneiden bei internationalen Wettbewerben

### Olympische Spiele
| - keine |

### Weltmeisterschaften
| - keine |

### Europameisterschaften
| - 1950 – 11. Platz - 1991 – 08. Platz - 2003 – 12. Platz - 2007 – 13. Platz | - 2009 – 13. Platz - 2011 – 13. Platz - 2023 – 16. Platz |

## Kader
Eine Übersicht des Kaders findet sich beispielsweise in der englischsprachigen Fassung dieses Artikels oder auf dem Internetportal eurobasket.com (s. Abschnitt Weblinks).